# Israel Sarug
Israel Sarug (ישראל סרוג Israel Sarug Aschkenasi, auch סרוק Saruk) unter seinen Initialen „Ris“ bekannt, (geboren wahrscheinlich  16. Jahrhundert in Ägypten; gestorben 17. Jahrhundert) war jüdischer Gelehrter und Kabbalist. 

## Leben und Wirken
Sarug gehörte vermutlich einer ägyptischen Familie rabbinischer Gelehrter an.
Er war ein Schüler von Isaak Luria und gelobte seinem Meister kurz vor dessen Tod, die kabbalistische Lehre zu verbreiten. Er lebte in dieser Zeit in Safed. Sarug unternahm während seines Lebens ausgedehnte Reisen zu verschiedenen  Gelehrten. Zwischen 1592 und 1599 gewann er in verschiedenen Teilen Italiens viele Anhänger und wirkte in diesem Sinne auch in Deutschland und in Amsterdam. 
Unter diesen waren Menahem Azariah da Fano, den er davon überzeugte, für viel Geld Werke von Luria zu erwerben, Aaron Berechiah von Modena, der Autor des Ma'abar Yabboḳ und Abraham Cohen Herrera.
Seine kabbalistische Theorie war auch beeinflusst von den Werken über den Adam Kadmon.

## Werke (Auswahl)
- Ein kabbalistisches Essay unter dem Titel Ḳabbalah, erschienen in der Maẓref la-Ḥokmah von Joseph Delmedigo (Basel, 1629)
- Hanhagot Yosher, auch Tiḳḳun Ḳeri, auch Ḳeri Miḳra (Salonica, 1752), Anleitung zur Askese
- Ḳonṭres Ne'im Zemirot Yisrael, ein kabbalistischer Kommentar zu 3  piyyutim von Luria zum Sabbat